# Attenti al clic
Attenti al click (Wild Poses, nell'originale inglese) è un cortometraggio del 1933 interpretato dalle Simpatiche canaglie.

## Trama
Dopo aver ricevuto un buono che gli dà diritto a farsi fare alcune fotografie e vincere il concorso del "Bambino più bello", Spanky e i suoi genitori si recano dal fotografo Otto Phocus. Qui Spanky dopo aver ricevuto alcune raccomandazioni poco rassicuranti (certamente spudorate frottole) da Sammy, Tommy e Jerry che sono in attesa, ha il terrore della macchina fotografica che crede sia un cannone. Nel frattempo Sammy rompe per sbaglio una parte della macchina, la sostituisce poi con una pompa d'acqua, procurata da Jerry, che entra nella camera oscura. Inizialmente Otto fa bella figura davanti ai genitori del bambino, ma piano piano, i genitori si indispettiscono: vengono innaffiati dalla pompa. Dopo tanti tentativi andati a vuoto (e tanti pugni contro Otto tirati da Spanky), esce finalmente una foto, che però è rovinata del tutto: la luce della camera oscura è stata accesa mentre si faceva la foto, quindi questa è diventata un foglio nero. Otto caccia i tre bambini, ma non otterrà il perdono dei genitori di Spanky, che se ne vanno. Ma prima, Spanky tira due ultimi pugni sul naso del piangente Otto, ottenendo l'ovvia approvazione (e anche le risate) dei genitori.

## Il cameo di Stanlio e Ollio
All'inizio del film lo stesso signore che dà i buoni alla famiglia di Spanky, dentro ad una casa dice ad una signora (probabilmente la stessa madre di Spanky, ma non ci è dato saperlo): "Lei signora ha due dei più interessanti soggetti fotografici che abbia mai visto in tutta la mia carriera", i due soggetti fotografici sono Stanlio e Ollio in sembianze di bambini, che lottano per aggiudicarsi un biberon (vinto da Stanlio), la loro apparizione dura appena 10 secondi.